# Hwange Football Club
Maillots
Actualités
Le Hwange Football Club est un club zimbabwéen de football basé à Hwange.

## Palmarès
- Coupe du Zimbabwe (3)
  - Vainqueur : 1970, 1971 et 1990